# Åke Berg
Åke Berg (* 27. Dezember 1924 in Norrköping, Östergötlands län) ist ein ehemaliger schwedischer Diplomat, der zuletzt von 1985 bis 1990 Botschafter in der Volksrepublik Bulgarien war.

## Leben
Åke Berg, Sohn des Angestellten Emil Berg und Sigrid Jonsson, absolvierte nach dem Abitur (Studentexamen) eine Offiziersausbildung und beendete diese 1946 mit dem Offiziersexamen. Im Anschluss begann er jedoch keine Offizierslaufbahn, sondern begann ein Studium an der Handelshochschule Stockholm HHS (Handelshögskolan i Stockholm) und schloss dieses 1950 mit einem Diplom ab. Er war zwischen 1951 und 1954 Mitarbeiter des Staatlichen Organisationsamtes (Statens organisationsnämnd), eine zwischen 1943 und 1961 bestehende Regierungsbehörde, deren Aufgabe es war, im Auftrag der Staatsverwaltung Organisationsumfragen durchzuführen, Teilnehmer für diese Umfragen zu schulen und Ratschläge und Informationen zur Rationalisierung der Büroarbeit bereitzustellen. Nachdem er von 1955 bis 1958 Mitarbeiter der Eisenwerke Oxelösund war, arbeitete er zwischen 1958 und 1961 als Journalist bei Tageszeitungen. 1962 trat er in den Dienst des Außenministeriums (Utenriksdepartementet) und war bis 1970 nacheinander als Presseattaché an den Auslandsvertretungen in Brüssel, Wien, Bern und Genf tätig. Daneben absolvierte er ein Studium an der Universität Stockholm und schloss dieses 1963 als Filosofie kandidat ab. Nach einer Verwendung von 1971 bis 1973 als Sekretär im Außenministerium, war er zwischen 1973 und 1976 Botschaftsrat (Ambassadråd) an der Botschaft in der Schweiz. Daraufhin fungierte er von 1976 bis 1979 als Botschaftsrat an der Botschaft in der Volksrepublik China sowie zwischen 1979 und 1980 als Kanzleirat (Kansliråd) im Außenministerium.
1980 übernahm Berg von Dag Bergman den Posten als Generalkonsul in Hongkong und bekleidete dieses Amt bis 1985, woraufhin Christer Jacobson ihn ablöste. Er selbst wurde 1985 Nachfolger von Hans Andén als Botschafter in der Volksrepublik Bulgarien und verblieb auf diesem Posten mit Amtssitz in Sofia bis zu seiner Ablösung durch Hans-Olle Olsson 1990.
Åke Berg heiratete 1958 Birgitta Svenson (* 1934), Tochter des Direktor Gustav Svenson und Lily Olsson.